# NGC 540
NGC 540 је спирална галаксија у сазвежђу Кит која се налази на NGC листи објеката дубоког неба.
Деклинација објекта је - 20° 2' 12" а ректасцензија 1h 27m 8,8s. Привидна величина (магнитуда) објекта NGC 540 износи 14,8 а фотографска магнитуда 15,8. NGC 540 је још познат и под ознакама ESO 542-12, NPM1G -20.0055, PGC 5410.